# Dyure de Sery
Die Dyure de Sery – neu manchmal auch Torrent de Sery genannt – ist ein etwa 5 km langer Bergbach im Kanton Wallis in der Schweiz. Er entwässert einen Abschnitt der Westflanke des Bagnestals und liegt nördlich des Naturschutzgebiets Haut Val de Bagnes. Das Wasser aus dem Bach dient der Landwirtschaft und der Stromproduktion.

## Geografie
Das Einzugsgebiet des Flusses liegt auf der Nordseite des Petit Combin und östlich der Pointe de Boveire in der Gemeinde Val de Bagnes. In einem ausgedehnten, von Bergketten im Halbkreis umgebenen Quellgebiet entspringen mehrere Wildbäche verschiedenen Zungen des Petit-Combin-Gletschers und aus dem Geröll an den inzwischen teilweise eisfreien Bergflanken. Einige Quellbäche der Dyure de Sery nehmen ihren Anfang aus hoch im Gebirge liegenden Bergseen wie dem Goli d’Aget und dem Goli des Otanes, die in Karmulden und Senken der Gletschervorfelder entstanden sind. Ein einzelner Seitenbach wird auch Torrent de Chermontane (genauer Torrent de Charmotane) genannt. Die Bergbäche sammeln sich 600 Meter weiter unten im flachen Talkessel von Pron Sery in einem Schwemmfächer. Von dort fliesst die Dyure de Sery als starker Wildbach in einem engen, steil abfallenden Tal nördlich der Becca de Sery gegen Nordosten, bis sie in der Schlucht 2,5 km unterhalb des Corbassièregletschers von links in dessen Abfluss Torrent de Corbassière mündet.
Das in mehrere Hochebenen und Landschaftsstufen unterteilte Gebiet Sery links vom Bach ist Teil eines grossen Alpweideareals, das von der 1928 gegründeten Alpgenossenschaft des Dorfes Champsec bewirtschaftet wird. Durch eine künstliche Leitung (bisse) wird Wasser aus dem Bach Dyure de Sery zu den Alpsennereien Sery und Laly geführt und dient zum Tränken der Kühe; deren Milch fliesst durch eine mehrere Kilometer lange Leitung in das Dorf Champsec hinunter, wo die Talkäserei daraus Raclettekäse herstellt. Am Rand der Alpweiden steht die 1942 gebaute Schutzhütte Cabane Brunet. Von dieser Stelle aus führt ein Wanderweg zu einer Hängebrücke über die Schlucht der Dyure de Sery und weiter zur Cabane François-Xavier Bagnoud. Die Routen der Mehrtageswanderung Tour des Combins und des Alpenpässe-Wegs überqueren den Bach auf dieser Brücke.
Unterhalb der Alp Sery wird ein bedeutender Teil des Wassers auf 3212 m ü. M. in einer Staustufe gefasst und zusammen mit ebenfalls abgeleitetem Wasser des Torrent de Corbassière durch einen 7 km langen Stollen in das Tal von Charmontane geleitet, wo es über einen hohen Wasserfall in den Stausee von Mauvoisin stürzt. Die Mündung des Stollens über dem Wasserfall ist über einen Wanderweg von Fionnay aus zugänglich.

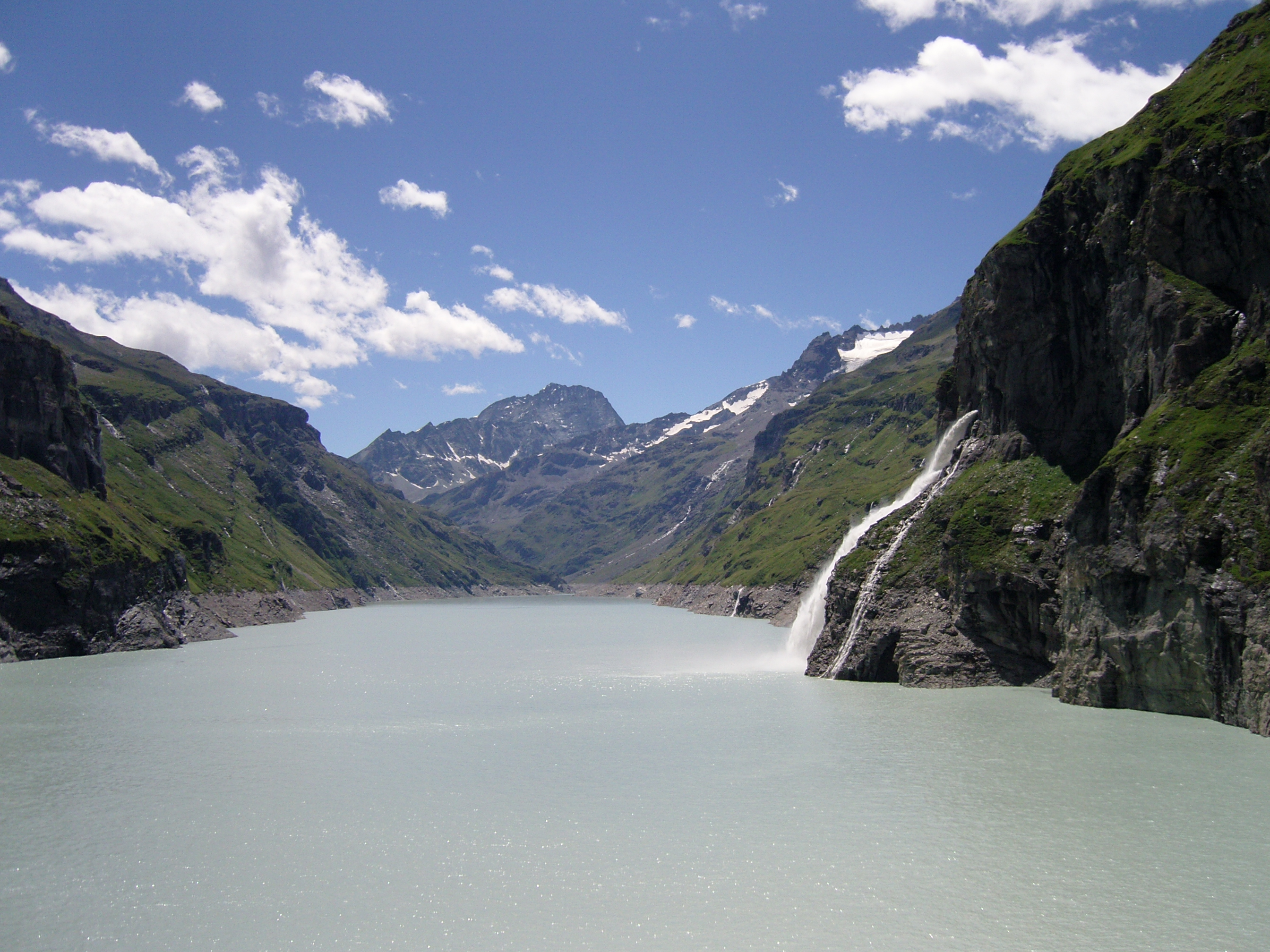
Wasserfall am Ende des Sery-Corbassière-Stollens

## Name
Der Gewässername dyure stammt aus der frankoprovenzalischen Sprache, die als traditionelle Umgangssprache, hier «Patois» genannt, in einzelnen Gegenden des Unterwallis neben dem Französischen noch bekannt ist. Der Dialektausdruck kommt mit den hauptsächlichen Bedeutungen «Bergbach», «Gletscherbach» und auch «Bachgraben» in einer eng begrenzten Sprachzone vor allem im Gebiet des südlichen Wallis vor und ist dort auch in Flurnamen bezeugt. Der Schweizer Romanist Jules Guex erwog eine mögliche Beziehung des Wortes, dessen Etymologie nicht geklärt ist, mit alten Gewässernamen in anderen Sprachen, zum Beispiel der Doire in Frankreich, der Dora Baltea im Aostatal, der Nachbarregion des Val de Bagnes, und auch der Thur in der Deutschschweiz.
Andere Wildbäche im Bagnestal, die man mit diesem Patoiswort bezeichnet, sind zum Beispiel die Dyure de Pazagnou und die Dyure de Brenay; beide liegen ebenfalls unterhalb von Gletschern und im Einzugsbereich des Mauvoisinsees.
Das frankoprovenzalische Wort sery, das in mehreren Gemeinden des Unterwallis bezeugt ist, wird als eine Bezeichnung für ein Bergpaar gedeutet; der Berg Becca de Sery östlich des Baches dürfte diesem Bild mit seinem doppelten Gipfel entsprechen, und dann wäre der Name vom Berg auf die Alpweide übertragen worden; dazwischen liegt das Bachbett der Dyure de Sery.